# Falset
Falset è un comune spagnolo di 2 471 abitanti situato nella comunità autonoma della Catalogna.

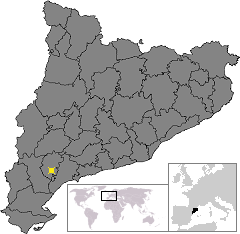
Localizzazione di Falset